# Mogadouro
Mogadouro es una villa portuguesa perteneciente al distrito de Braganza, en la región de Trás-os-Montes (Norte) y la comunidad intermunicipal Tierras de Trás-os-Montes, con cerca de 3600 habitantes. Está comprendido dentro del parque natural do Douro Internacional.
Es sede de un municipio con 757,98 km² de área y 8301 habitantes (2021), subdividido en veintiuna freguesias. El municipio limita al norte con los municipios de Macedo de Cavaleiros y de Vimioso, al noreste con Miranda de Duero, al sureste con España, al sur con Freixo de Espada à Cinta y con Torre de Moncorvo y al con por Alfândega da Fé.
En este municipio, además del portugués se habla una lengua propia de la región: el mirandés, dialecto del asturleonés.

## Topónimo

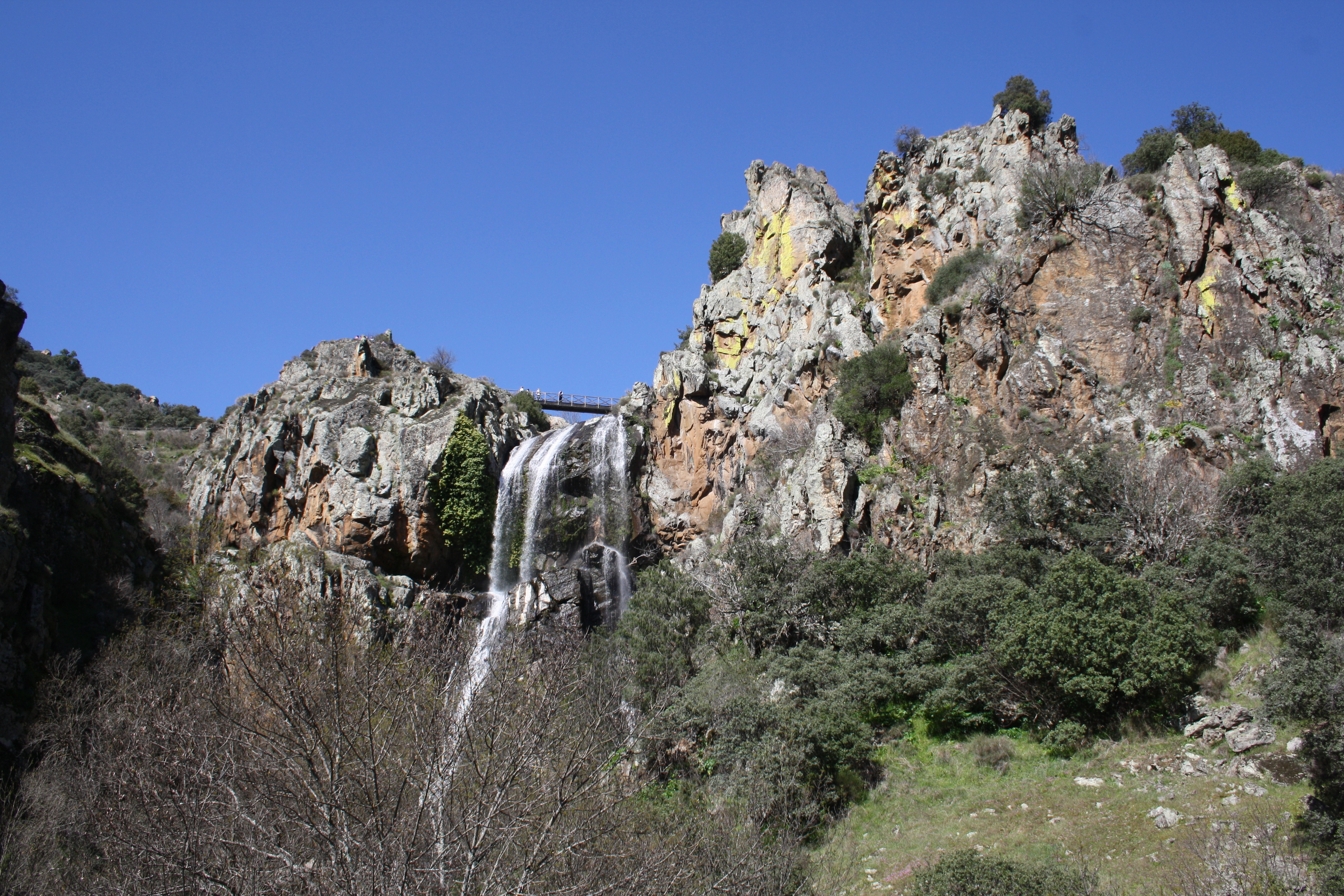
Cascada de la Falla de Agua Alta.

En Mogadouro y los cercanos topónimos Muga de Alba, Muga de Sayago pervive una antigua raíz, para la que Coromines describe una múltiple base protovasca MŪGA, MŎGA, BŪGA, BŎGA ‘mojón; límite entre dos términos’. Extrañamente desgajado de su territorio de implantación principal en el Pirineo, este término reaparece en Zamora y en el norte de Portugal, como indica Riesco Chueca. Se registra también un paraje de Valdemuga, en Cunquilla de Vidriales. En el nombre de la villa de Mogadouro se atestigua la forma medieval Mogodoyro (siglo XIII), en la que es posible reconocer el sufijo secundario –TŎRIU, que se añade a raíces verbales para expresar el lugar o el instrumento de una acción. Mogodoyro equivaldrá a ‘[conjunto {de hitos} destinado a la función de] límite’ (cf. FICTŎRIU- > fituero). Posteriormente, la proximidad al Duero-Douro habrá causado la reinterpretación del sufijo. Mogadouro es del todo comparable con el topn. menor de Almaraz de Duero El Mugadero, próximo a la raya con el término de Muelas del Pan. La forma alternante del sufijo instrumental (-torio, -tuero, -dero) es bien conocida.

## Geografía
El municipio de Mogadouro se caracteriza por ser una región con muchas montañas, valles, y principalmente por estar insertada en la meseta mirandesa.
Los puntos más altos del sistema montañoso en el municipio de Mogadouro son:
- Serra da Nossa Senhora da Assunção (Castanheira) - 997 metros
- Serra do Variz (Penas Roias) o Santiago (Vila de Ala) - 970 metros
- Serra de Vilar do Rei - 922 metros
- Serra de São Cristóvão (Figueira-Mogadouro) - 918 metros
- Serra de Zava (Mogadouro) - 857 metros
- Serra do Gajope (Vale de Porco / Bruçó) - 848 metros

Los principales ríos que pasan en el municipio son el río Duero al sureste, el río Sabor al oeste, el río Maçãs y el río Angueira al noreste.
El parque natural del Duero Internacional se encuentra en el municipio de Mogadouro, más precisamente en las parroquias al sureste donde pasa el río Duero y más allá.

### Miradores
- Bemposta: Miradouro de Santa Bárbara.[4]
- Bruçó: Miradouro do Caminho do Rio.[4]
- Mogadouro: Miradouro do Castelo de Mogadouro.[4]
- Peredo da Bemposta: Miradouro de Picões.[4]
- Vilarinho dos Galegos: Miradouro do Castro y Miradouro do Contrabando.[4]

## Historia

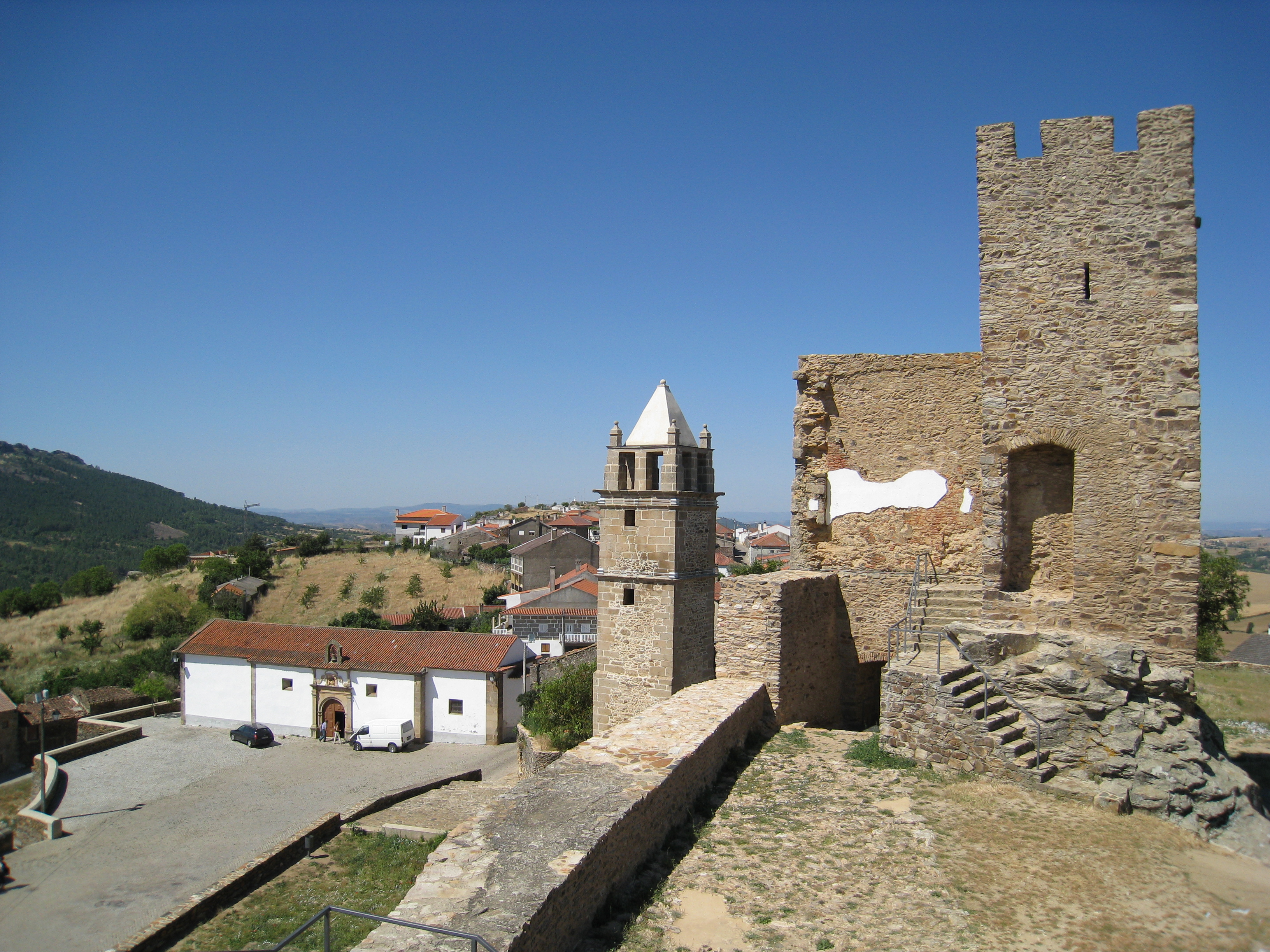
Castillo de Mogadouro.

Después de la conformación del Reino de Portugal, en el siglo XII, el castillo de Mogadouro y el castillo de Penas Roias fueron reconstruidos por la Orden de los Caballeros Templarios, después de que ambos castillos fueran donados por Fernão Mendes de Braganza a esta orden en 1145.
Con la extinción de la Orden de los Caballeros Templarios, aparece la Orden de Cristo, y es a esta orden a la que se transfieren el castillo de Mogadouro y Penas Roias, en 1311 y 1319, respectivamente.
A los castillos de Mogadouro y Penas Roias se añadieron el castillo de Miranda de Duero, el castillo de Algoso, el castillo de Outeiro y el castillo de Vimioso, en defensa de la región de Trás-os-Montes de las invasiones castellanas.
El municipio recibió una carta foral de Alfonso III el 27 de diciembre de 1272. Además de Mogadouro, los pueblos de Penas Roias, Castro Vicente, Bemposta y Azinhoso también recibieron una carta en 1272 (D. Afonso III de Portugal), en 1305, en 1315 (D. Dinis de Portugal) y en 1386 (D. João I de Portugal), respectivamente. Todas las cartas fueron renovadas en 1512 por D. Manuel I de Portugal, con la excepción de Azinhoso, que solo se renovó en 1520.
En este lugar nació Luis Carvajal y de la Cueva en el año de 1539, quien fue uno de los conquistadores españoles de México y fundador del Nuevo Reino de León y de la ciudad de Monterrey.

### Periodo de los Távora

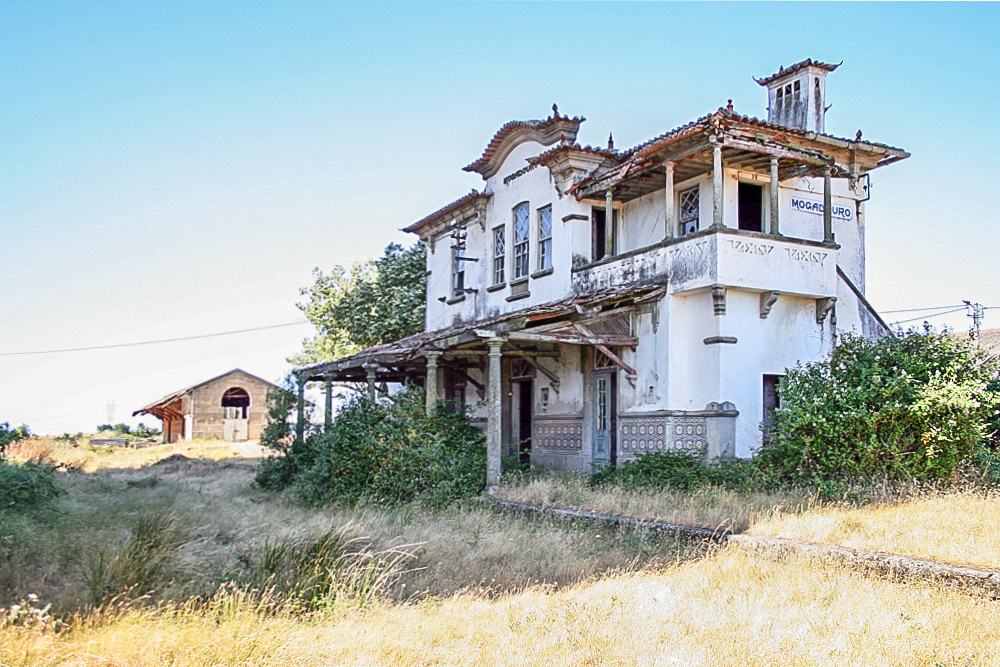
Antigua estación de Mogadouro.

Los Távora tuvieron un papel muy importante en Mogadouro, en la construcción de iglesias, puentes, carreteras, etc. Estos tenían inmensos patrimonios dispersos por todo el municipio, como el castillo de Mogadouro, el castillo de Penas Roias y la quinta da Nogueira. Después del Proceso de los Távora, fueron asesinados y su patrimonio abandonado, como el castillo de Mogadouro o el de Penas Roias, que con el paso del tiempo, quedaron en ruinas.

### Llegada del ferrocarril
El 22 de mayo de 1938, con la apertura del tramo Mogadouro-Duas Igrejas (Miranda de Duero), la línea del Sabor entró en pleno funcionamiento, con 6 paradas en el municipio: Bruçó, Vilar do Rei, Mogadouro, Variz, Sanhoane y Urrós. La línea fue cerrada totalmente en 1988.

## Demografía
| Gráfica de evolución demográfica de Mogadouro entre 1849 y 2021 |
|                                                                 |
| Datos según el nomenclátor publicado por el INE portugués.      |

A través de los registros de habitantes es posible observar un éxodo rural de las aldeas del municipio hacia la ciudad de Mogadouro. De 1970 a 2001 todas las freguesias perdieron habitantes, a diferencia de Mogadouro, que tuvo un aumento de 1858 habitantes.
La despoblación es bastante visible en todas las freguesias. Entre 1900 y 1950 algunos pueblos tenían más de mil habitantes, hoy en día tienen menos de 500. Uno de estos casos es Vilarinho dos Galegos, con 1022 habitantes en 1900 y 190 en 2011.
El máximo de población de los últimos años se da en la década de 1960, cuando se registran 19 571 habitantes, gracias sobre todo al flujo de obreros que congregó la construcción de la central hidroeléctrica y presa de Bemposta, inaugurada en 1964 en la freguesia del mismo nombre, con una producción de energía de 1086 GWh anuales actualmente.
En todo el municipio, solo Vale da Madre logró registrar aumento, de 2 habitantes, entre 2001 y 2011.
El municipio pasó de 28 a 21 freguesias en la reorganización administrativa de 2012/2013, precisamente debido a la pérdida de habitantes. En general el término subsiste gracias al comercio minorista transfronterizo, la agricultura y el turismo.

## Freguesias
Las freguesias del municipio son las siguientes:
- Azinhoso
- Bemposta
- Bruçó
- Brunhoso
- Brunhozinho, Castanheira e Sanhoane
- Castelo Branco
- Castro Vicente
- Meirinhos
- Mogadouro, Valverde, Vale de Porco e Vilar de Rei
- Paradela
- Penas Roias
- Peredo da Bemposta
- Remondes e Soutelo
- Saldanha
- São Martinho do Peso
- Tó
- Travanca
- Urrós
- Vale da Madre
- Vila de Ala
- Vilarinho dos Galegos e Ventozelo

## Patrimonio

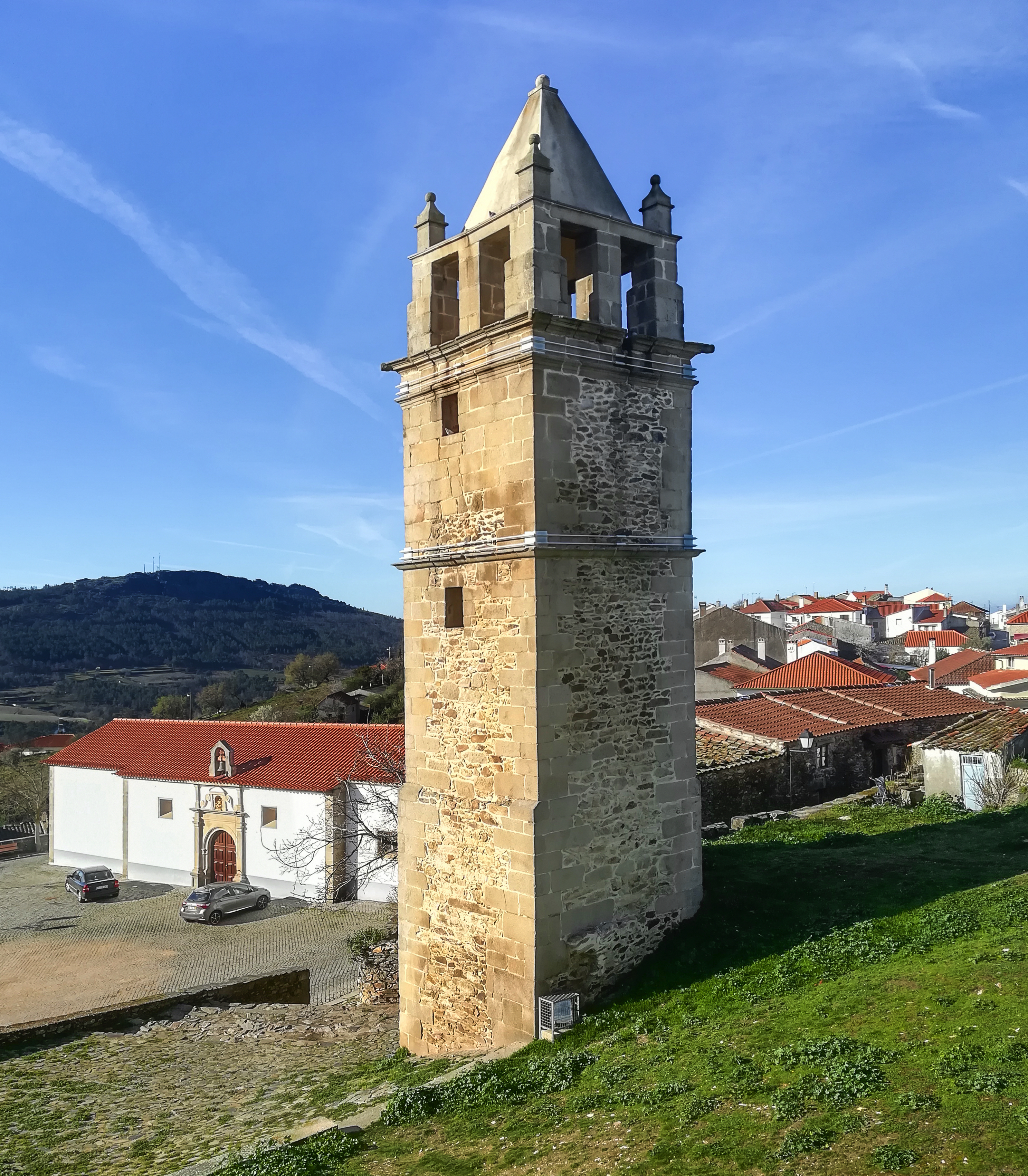
Torre e iglesia en Mogadouro.

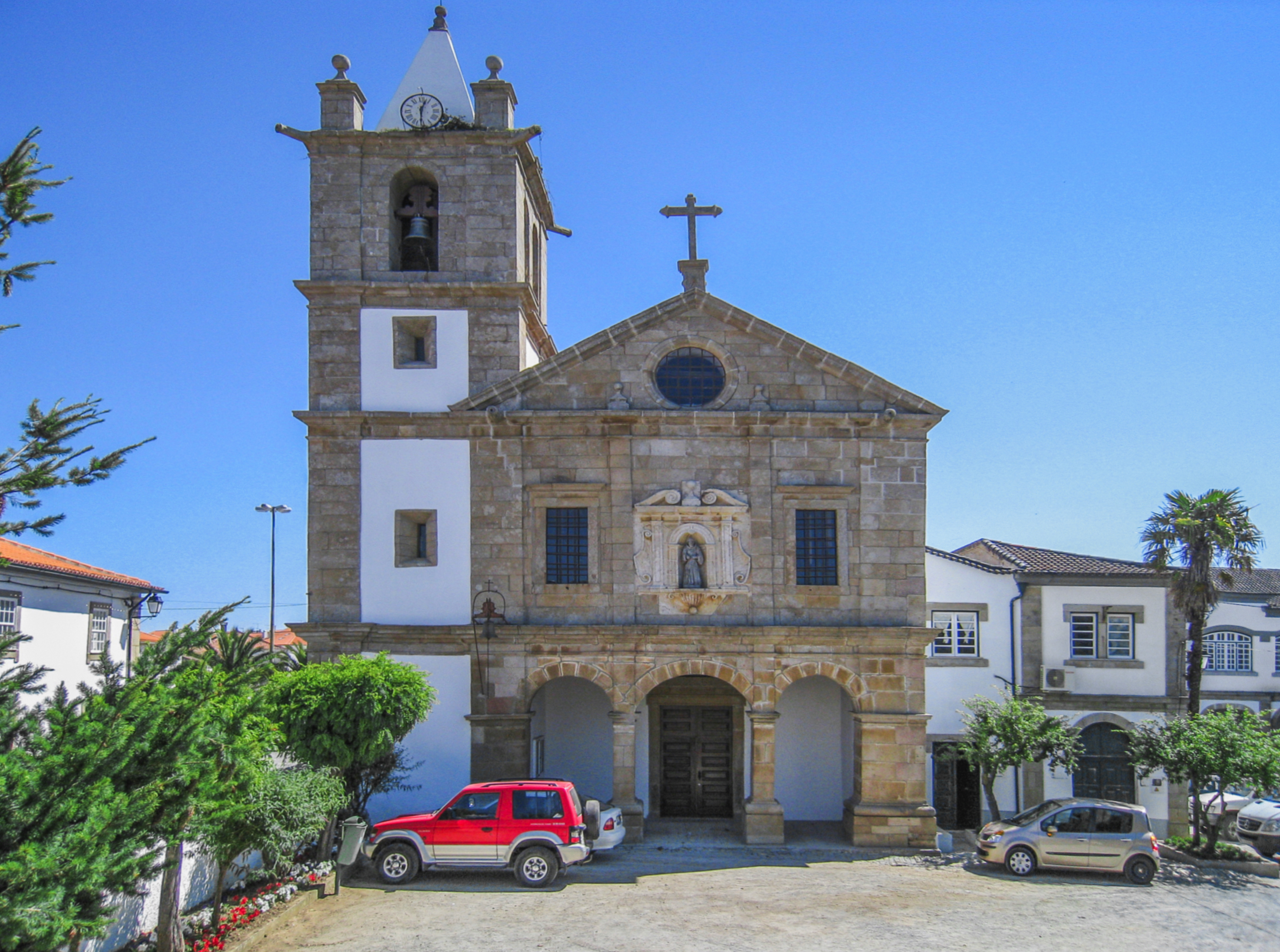
Convento de San Francisco.

| - Rollo de Mogadouro - Rollo de Bemposta - Rollo de Penas Roias - Rollo de Azinhoso - Rollo de Castro Vicente | - Castillo de Mogadouro - Castillo de Penas Roias - Muralla de Bemposta | - Iglesia de Algosinho (Peredo de Bemposta) - Iglesia de Azinhoso - Convento de Mogadouro |

| - Solar dos Marcos, Bemposta - Palacio dos Pimentéis, Castelo Branco - Casa Grande, Tó - Solar dos Morais, São Martinho do Peso - Solar dos Pegados, Mogadouro | - Pinturas rupestres, Penas Roias - Pinturas rupestres da Fragas do Diabo, Vila dos Sinos (Vilarinho dos Galegos) | - Monóptero da Quinta da Nogueira |